# 寒武纪 (网络剧)
《寒武纪》（英語：Cambrian Period），2017年中国偶像剧，由周雨彤、侯明昊、贺军翔、秦汉领衔主演，于2017年5月9日在优酷视频播出。

## 播出时间

### 首播
| 频道     | 所在地            | 播映日期      | 播出时间 | 备注 |
| -------- | ----------------- | ------------- | -------- | ---- |
| 优酷视频 | 中国大陆          | 2017年5月9日  |          |      |
| Vidfish  | 新加坡， 马来西亚 | 2019年1月17日 |          |      |

## 演员列表

### 主要演员
| 演员   | 角色   | 介绍 |
| 周雨彤 | 唐印   | 从中国来的追梦少女，来到南瞻部岛后被卷入一系列事件中，后与捡子相爱。 |
| 侯明昊 | 詹捡子 | 秋门最厉害的黑帮杀手，又称“脸谱”，詹士礼的親生儿子，经营着一家小酒馆，实则是他的藏身基地。对突然闯进自己生活的唐印一见钟情，与其相爱，到最後因為車子失控掉入海里，生死未卜。 |
| 贺军翔 | 李永基 | 漢清集團安插在警界的臥底，为了让南瞻部岛成为他理想中的岛屿，不惜一切代价，是撞死沈可可的兇手。喜欢唐印。詹撿子的情敵                                                         |
| 秦汉   | 詹士禮 | 南瞻部岛最大的商业巨头，表面和蔼，实则心狠手辣。把自己的十一位养子全部杀死，只留下捡子一人。                                                                                 |
| 赵震宇 | 詹锁头 | 捡子的哥哥 |

### 其他演员
| 演员   | 角色   | 介绍 |
| 符龙飞 | 麦权承 | 捡子的挚友，是唯一一个知道捡子身份又没有被灭口的人。一生风流不羁，喜欢泡妞，用纸醉金迷来掩盖自己家庭的不幸。生性善良，在捡子有困难时出手相助。后爱上蔡警官。   |
| 尹馨   | 金琳   | 汉清集团的女军师，是上一任亞洲商业巨头的遗孀，带着女儿秀儿一起生活。表面是慈母，其实是一个冷酷无情的女人，为了编码器能放弃一切，包括身体和灵魂。後在船上自殺。 |
| 夏若妍 | 蔡佳宜 | 重案組人員之一，李永雞之師妹，后爱上麦权承 |
| 孫夕堯 | 沈可可 | 唐印閨密，鎖頭女朋友，後被殺害 |
| 周夢   | 姜敏珠 | 金琳的助手 |
| 張磊   | 宋廳長 | 宋明珠父親，警察廳長 |
| 許夢圓 | 宋明珠 | 宋廳長女兒，留學歸國的權威心臟科醫生 |

## 网络剧歌曲
| 曲别           | 歌名                 | 演唱者 | 作词 | 作曲 |
| 主题曲         | You Are Beautiful    | 刘沁   |      |      |
| 插曲           | You're my everything | 符龙飞 |      |      |
| 捡糖夫妇主题曲 | 脸谱                 | 侯明昊 |      |      |